# Gnomkleintenrek
Der Gnomkleintenrek (Microgale pusilla), auch Madagaskar-Kleintenrek oder Madagaskar-Kleintanrek genannt, ist eine Säugetierart aus der Gattung der Kleintenreks innerhalb der Familie der Tenreks. Er stellt neben dem Zwergkleintenrek einen der kleinsten Vertreter der Kleintenreks dar. Wie alle Angehörigen der Gattung besitzen die Tiere einen spindelförmigen Körper mit kräftigen Gliedmaßen und einen langschmalen, vorn spitz zulaufenden Kopf. Der Schwanz wird etwas länger als der restliche Körper. Das Verbreitungsgebiet umfasst das zentral- und südöstliche Madagaskar. Hier kommt der Gnomkleintenrek in tropischen Regenwäldern vor, abweichend von zahlreichen anderen Kleintenreks besiedelt er auch offenere oder vom Menschen überprägte Landschaften. Die Lebensweise der Tiere ist weitgehend unerforscht, als Nahrung dienen Insekten. Die Art wurde im Jahr 1896 wissenschaftlich eingeführt, ihr Bestand gilt als ungefährdet.

## Merkmale

### Habitus
Der Gnomkleintenrek stellt neben dem Zwergkleintenrek (Microgale parvula) den kleinsten Vertreter der Gattung dar. Die Gesamtlänge beträgt nach zehn vermessenen Individuen aus mehreren Bereichen des Verbreitungsgebietes zwischen 12,1 und 14,6 cm. Dabei entfallen 5,1 bis 6,2 cm auf die Kopf-Rumpf-Länge und 6,1 bis 8,5 cm auf die Schwanzlänge. Das Körpergewicht von einem Dutzend untersuchter Tiere variierte von 2,6 bis 3,9 g. Für sieben weitere Individuen werden Gesamtlängen von 11,9 bis 13,6 cm, Körperlängen von 4,7 bis 5,6 cm, Schwanzlängen von 6,5 bis 7,7 cm und ein Körpergewicht von 3,1 bis 4,2 g angegeben. Wie alle Kleintenreks zeichnet sich der Gnomkleintenrek durch einen spindelförmigen Körper mit kurzen und kräftigen Gliedmaßen sowie einem langschmalen und spitzschnauzigen Kopf aus. Die Ohren werden 10 bis 13 mm lang. Das Rückenfell ist hell- bis rötlich braun gefärbt, die Unterseite hat eine blassere Tönung. Der Übergang von der Fellfarbe des Rückens zur Unterseite zeigt sich an den Seiten moderat abrupt. Der Schwanz ist etwas länger als der restliche Körper. Er hat oberseits eine dunkelbraune, unterseits eine etwas hellere Tönung. Hände und Füße besitzen jeweils fünf krallenbewehrte Strahlen, der Hinterfuß misst 11 bis 14 mm in der Länge.

### Schädel- und Gebissmerkmale
Die größte Länge des Schädels schwankt von 15,7 bis 18,0 mm, die Werte für die größte Breite am Hirnschädel liegen bei 6,0 bis 7,1 mm, an den unvollständig ausgebildeten Jochbögen ist er mit 5,6 bis 6,1 mm nur wenig schmaler. Der vordere Bogenabschnitt des Jochbogens setzt etwa oberhalb des ersten Molaren an und nimmt die Länge der gesamten Mahlzahnreihe ein, was vergleichsweise lang ist. Das Rostrum ist relativ kurz und grazil gebaut, der Hinterschädel wölbt sich deutlich auf. Der Unterkiefer wird 9,5 bis 11,4 mm lang und am Kronenfortsatz 3,6 bis 4,0 mm hoch. Das Gebiss setzt sich wie bei den anderen Kleintenreks aus 40 Zähnen zusammen und besitzt folgende Zahnformel: {\displaystyle {\frac {3.1.3.3}{3.1.3.3}}}. Im oberen Gebiss stehen der zweite und dritte Schneidezahn eng beieinander, werden aber durch kurze Diastemata von den benachbarten Zähnen getrennt. Der vordere untere Prämolar (P2) ähnelt einem Eckzahn (caniniform) und besitzt somit nur eine Wurzel, zudem sind die zusätzlichen Höckerchen auf der Zahnkrone eher klein ausgebildet. Die Prämolaren nehmen von vorn nach hinten an Größe zu, im Unterkiefer übertrifft der hinterste (P4) den vorangehenden (P3) um 60 %, im Oberkiefer sind es 20 %. Die Molaren entsprechen denen der anderen Kleintenreks und haben ein zalambdodontes Kauflächenmuster mit drei Haupthöckerchen. Der hintere obere Mahlzahn ist verkleinert. Die gesamte obere Zahnreihe wird 6,7 bis 7,7 mm lang.

## Verbreitung

Verbreitungsgebiet des Gnomkleintenreks

Der Gnomkleintenrek ist ein endemischer Bewohner Madagaskars. Sein Verbreitungsgebiet erstreckt sich in einem mehr oder weniger breiten Streifen über die zentral- und südöstlichen Bereiche des Inselstaates. Bedeutende Fundpunkte befinden sich in zentralen Hochland etwa im Waldgebiet von Ambohitantely sowie von Tsinjoarivo, alle in der Provinz Antananarivo gelegen. Weitere Fundgebiete sind unter anderem mit den Waldgebieten von Itremo und Manambolo sowie mit dem Waldgebiet von Vandrozo in der Provinz Fianarantsoa belegt. Den südlichsten Nachweis bilden die Feuchtwälder von Tolagnaro im äußersten Südosten der Insel in der Provinz Toliara. Die Tiere kommen hauptsächlich in tropischen Regenwäldern vor, sie sind aber auch an Waldrändern, in Landschaften mit fragmentierten Wäldern, in sauergrasreichen Marschlandschaften, auf landwirtschaftlichen Nutzflächen wie Reisfeldern sowie in unbewaldeten Regionen des östlichen Madagaskars anzutreffen. Teilweise wurden einzelne Individuen bis zu 3 km entfernt von Wäldern beobachtet. Abweichend von zahlreichen anderen Kleintenreks des östlichen Inselteils stellt der Gnomkleintenrek somit keinen Anzeiger für ungestörte Wälder dar. Die Höhenverbreitung reicht von 530 bis 1670 m. Lokal kann die Art relativ häufig auftreten.

## Lebensweise
Die Lebensweise des Gnomkleintenreks ist kaum erforscht. Die Tiere bewohnen Wälder, kommen aber auch in offenen Landschaften vor. Sie ernähren sich laut Isotopenuntersuchungen an Individuen aus dem Waldgebiet von Tsinjoarivo hauptsächlich von Insekten, der bei diesen Analysen festgestellte sehr hohe Gehalt an δ15N spricht für eine weitgehende Spezialisierung auf räuberisch lebende Beute. Gelegentlich wurden einzelne Tiere in Gewöllen der Schleiereule nachgewiesen. Als weiterer Beutegreifer tritt die Fanaloka in Erscheinung.

## Systematik
Der Gnomkleintenrek ist eine Art aus der Gattung der Kleintenreks (Microgale) innerhalb der Familie der Tenreks (Tenrecidae). Die Kleintenreks bilden zudem gemeinsam mit den Reiswühlern (Oryzorictes) und den Vertretern der Gattung Nesogale die Unterfamilie der Reistenreks (Oryzorictinae). Sie stellen darüber hinaus mit mehr als 20 Arten das formenreichste Mitglied der Tenreks dar. Einigen morphologischen Merkmalen zufolge können sie als eher ursprünglich innerhalb der Familie angesehen werden. Die Gattung entstand laut molekulargenetischen Untersuchungen im Unteren Miozän vor etwa 16,8 Millionen Jahren und splittete sich in der darauffolgenden Zeit vielfach auf. Die heutigen Kleintenreks haben sich an unterschiedliche Lebensweisen angepasst, so kommen teils unterirdisch grabende, oberirdisch lebende beziehungsweise baumkletternde und wasserbewohnende Arten vor. Der überwiegende Teil der bekannten Vertreter lebt in den feuchten Wäldern des östlichen Madagaskars, einige wenige kommen auch in den trockeneren Landschaften des westlichen Inselteils vor. Es können innerhalb der Gattung sowohl morphologisch als auch genetisch verschiedene Verwandtschaftsgruppen unterschieden werden. In beiden Vorgehensweisen zeichnet sich eine engere Gruppierung mit den langschwänzigen Kleintenreks wie dem Großen (Microgale principula) und dem Kleinen Langschwanz-Kleintenrek (Microgale longicaudata) ab. Eine nähere Beziehung zum ähnlich großen Zwergkleintenrek (Microgale parvula) besteht nicht. Beide Formen lassen sich an der Fellfärbung, der proportionalen Länge des Schwanzes und einigen Schädel- und Gebissmerkmalen unterscheiden.
Der Gnomkleintenrek wurde im Jahr 1896 von Charles Immanuel Forsyth Major wissenschaftlich erstbeschrieben. Der Holotyp umfasst ein ausgewachsenes Männchen, das eine Kopf-Rumpf-Länge von 5,3 cm und eine Schwanzlänge von 7,4 cm aufweist. Dieses stammt nach Majors Angaben in der Erstbeschreibung aus der Umgebung von Vinanitelo, einem Bergrücken, der eine Höhe von 1290 m über dem Meeresspiegel erreicht und 50 km südöstlich von Fianarantsoa und 10 km südsüdöstlich von Vohitrafeno liegt. Das Belegexemplar war von Major selbst noch im Jahr der Erstbeschreibung dort aufgesammelt worden. Die gesamte Region galt lange Zeit als das Typusgebiet der Art, da das Originaletikett des Holotyps zusätzlich noch die Ortsbezeichnung Ambohimanana aufführt, einer Ortschaft nahe dem Bergrücken, beschränkte Paulina D. Jenkins im Jahr 2005 die Typuslokalität auf diese. Neben dem Holotyp-Individuum benannte Major noch eine Höhle bei Antsirabe („Sirabè“) in der zentralmadagassischen Region Vàkinankàratra als weiteres Verbreitungsgebiet der Art. Das Artepitheton pusilla ist lateinischen Ursprungs und bedeutet „klein“, es bezieht sich somit auf die Größe der Tiere, die damals die kleinsten Vertreter der Kleintenreks repräsentierten.
Unterarten des Gnomkleintenreks sind nicht bekannt. Es liegen vereinzelt subfossile Funde vor. Dazu gehören unter anderem Reste aus der Andrahomana-Höhle, die in Eolianit-Aufschlüssen der Steilküste südwestlich von Tolagnaro im äußersten Südosten von Madagaskar eingebettet ist. Die Höhle, die schon seit dem Ende des 19. Jahrhunderts untersucht wird, befindet sich in einem Übergangsgebiet von den Trockengebieten des westlichen zu den Feuchtlandschaften des östlichen Inselteils. Heute gehört die Region nicht mehr zum unmittelbaren Verbreitungsgebiet des Gnomkleintenreks, in den benachbarten Feuchtwäldern tritt die Art aber auf. Das ungemein reichhaltige Fossilmaterial deckt den Zeitraum der letzten 8700 Jahre abdeckt, neben dem Gnomkleintenrek sind auch Knochenreste unter anderem des Kurzschwanz- (Microgale brevicaudata), und des Kleinen Langschwanz-Kleintenreks hier entdeckt worden. Weitere Funde stammen aus Lelia und Anjohimpaty im Gebiet des heutigen Nationalpark Tsimanampetsotsa im südwestlichen Trockengebiet der Insel. Die Landschaft ist hier von dornigen Büschen auf Kalkstein-Untergrund geprägt. Gefunden wurden Zahn- und Unterkieferteile, die mit Eulengewöllen von unbekanntem Alter assoziiert werden. Auch diese Fundpunkte liegen außerhalb des gegenwärtigen Verbreitungsgebietes der Art. Eine Zuweisung zum Madagaskar.Kleintenrek wie ursprünglich angenommen, wird heute teilweise angezweifelt, da in dieser Region mit dem erst im Jahr 2004 beschriebenen Jenkins-Kleintenrek (Microgale jenkinsae) eine nur wenig größere Art auftritt. Diese besitzt in ihren Zahnmerkmalen, etwa mit dem einwurzeligen vorderen Unterkiefer-Prämolar, Übereinstimmungen zum Gnomkleintenrek.

## Bedrohung und Schutz
Insgesamt ist der Gnomkleintenrek in den Waldlandschaften des östlichen Madagaskars weit verbreitet, die Population wird als entsprechend groß angenommen. Darüber hinaus kommt die Art auch an Waldrändern sowie in von Menschen beeinflussten Landschaften einschließlich von Reisfeldern vor und zeigt somit eine große Anpassungsfähigkeit. Als größere Bedrohungen können lokal starke Landschaftsveränderungen oder Busch- und Waldbrände angesehen werden. Die IUCN stuft die Art aus diesen Gründen als „nicht bedroht“ (least concern) ein. Bisher konnte der Gnomkleintenrek in drei Schutzgebieten nachgewiesen werden, im Nationalpark Mantadia Andasibe sowie im Naturreservat Ambohitantely und im Naturreservat Analamazaotra. Bedeutend für die Erhaltung der Art sind Feldstudien zu ihrer Ökologie und zu ihrem Lebensraum.